# 3 décembre dans les chemins de fer
3 novembre 3 janvier
Chronologies thématiques
- Croisades
- Sports
- Disney

Cette page concerne les événements qui se sont déroulés un 3 décembre dans les chemins de fer.

## Événements

### XXIesiècle
- 2000. France : ouverture de la gare du RER C Bibliothèque François Mitterrand et fermeture de la gare Boulevard Masséna.

## Naissances
- 1800 : Émile Pereire voit le jour à Bordeaux. Avec son frère Isaac Pereire, il créera et dirigera plusieurs compagnies ferroviaires en Europe.